# Ten New Songs
Ten New Songs ist das zehnte Studioalbum von Leonard Cohen und erschien am 9. Oktober 2001. Alle Titel wurden gemeinsam von Cohen und Sharon Robinson geschrieben. Das Titelbild zeigt die Gesichter von Robinson und Cohen nebeneinander.
Ten New Songs war das erste Album von Cohen nach neun Jahren (die er fast ausschließlich in einem Zen-Kloster bei Los Angeles verbrachte) und das erste, das digital aufgenommen und produziert wurde. Es wurde in Cohens Privatstudio in Los Angeles aufgenommen.
Sharon Robinson produzierte und arrangierte das Album und spielte fast alle Instrumente bzw. programmierte die elektronischen Instrumente in ihrem Privatstudio in einer Garage. Einzelne Stücke enthalten bis zu 20 Background-Stimmen, die alle von Sharon Robinson gesungen werden.

## Titelliste
1. In My Secret Life – 4:55
2. A Thousand Kisses Deep – 6:29
3. That Don’t Make It Junk – 4:28
4. Here It Is – 4:18
5. Love Itself – 5:26
6. By the Rivers Dark – 5:20
7. Alexandra Leaving – 5:25
8. You Have Loved Enough – 5:41
9. Boogie Street – 6:04
10. The Land of Plenty – 4:35

Die Gitarre in In My Secret Life wurde von Bob Metzger gespielt.
Die Saiten-Arrangements in A Thousand Kisses Deep sind von David Campbell.
Der Text von Alexandra Leaving wurde nach The God Abandons Antony, einem Gedicht von Konstantinos Kavafis, verfasst.